# منطقة مانسا
منطقة مانسا (بالإنجليزية: Mansa district, India)‏ هي مقاطعة في الهند، تقع في Faridkot division ‏، بلغ عدد سكانها 769,751  نسمة وذلك حسب إحصائيات سنة 2011، وبلغ عدد سكان المدن 163,604  نسمة في 2011، وبلغ عدد سكان الريف 606,147  نسمة في 2011، عاصمتها مانسا، تبلغ مساحتها 2,174 كيلومتر مربع.

## الموقع
تشترك في الحدود مع:
- منطقة باثيندا.